# Gilles Bertould
Gilles Bertould, född den 16 maj 1949 i Plumaudan, Frankrike, är en fransk friidrottare inom kortdistanslöpning.
Han tog OS-brons på 4 x 400 meter vid friidrottstävlingarna 1972 i München. 